# Sątyrz Drugi
Sątyrz Drugi – osada w Polsce położona w województwie zachodniopomorskim, w powiecie stargardzkim, w gminie Chociwel, należąca do sołectwa Wieleń Pomorski, położona 8 km na północny wschód od Chociwla (siedziby gminy) i 32 km na północny wschód od Stargardu (siedziby powiatu).